# HD 88231
HD 88231 är en orange jätte som varierar misstänkt i ljusstyrka. Den är belägen i Lilla lejonets stjärnbild..
Stjärnan har visuell magnitud +5,84 och är synlig för blotta ögat vid god seeing. Den företer ljusvariationer med en amplitud av ungefär 0,3 magnituder. 